# 大胡枝子
大胡枝子（学名：Lespedeza daurica var. shimadae）为豆科胡枝子属下的一个变种。

## 扩展阅读
- 維基物種上的相關：大胡枝子